# Cirripectes variolosus
Cirripectes variolosus és una espècie de peix de la família dels blènnids i de l'ordre dels perciformes.

## Morfologia
- Els mascles poden assolir 10 cm de longitud total.[2][3]

## Reproducció
És ovípar.

## Depredadors
És depredat per Cephalopholis argus (a la Polinèsia Francesa), Plectropomus leopardus i Gymnothorax flavimarginatus (a les Illes Marshall).

## Hàbitat
És un peix marí de clima tropical i associat als esculls de corall que viu entre 0-31 m de fondària.

## Distribució geogràfica
Es troba des de Palau fins a les Illes Marqueses, Pitcairn i la Micronèsia.